# Ём Хёран
Ём Хёран (кор. 염혜란?, 廉惠蘭?; род. 30 октября 1976 года, Йосу, Чолла-Намдо, Республика Корея) — южнокорейская актриса, работающая в кино, на телевидении и в театре.
Ём начала свою карьеру в театре в 1999 году, а её кинодебют состоялся в 2003 году. С тех пор она исполняла второстепенные роли в кино и на телевидении, среди которых выделяются «Дорогие мои друзья» (2016), «Гоблин» (2016), «Я могу говорить» (2017), «Самое прекрасное прощание» (2017), «Жизнь» (2018), «Когда цветёт камелия», «Свидетель» (2019), «Шоколад» (2019–2020), «Чудесный слух» (2020–2023), «Слава» (2022–2023), «Девушка в маске» (2024) и «Когда жизнь даёт тебе мандарины» (2025).
Троекратная лауреатка престижной премии «Пэксан» и лауреатка телепремии «Голубой дракон», номинантка на кинопремию «Голубой дракон», двукратная номинантка на премию «Большой колокол».

## Ранняя жизнь и образование
Ём родилась 30 октября 1976 года в Йосу, провинция Чолла-Намдо, Республика Корея. Она происходит из семьи фермеров, а её мать также была торговкой рисом на рынке.
Изначально Ём мечтала стать учителем корейского языка. Поэтому она поступила на факультет корейской литературы Сеульского женского университета, где открыла для себя любовь к актёрскому мастерству, став участницей театрального клуба университета.

## Карьера

### Дебют и ранние работы
Ём случайно увидела рекламные листовки о наборе в труппу Театральной компании Ёнву (Yeonwoo Mudae). В 1999 году она прошла прослушивание и была принята в состав труппы. На следующий год Ём дебютировала как актриса в спектакле «Учитель Чхве» (кор. 최선생).
Дебют Ём на экране состоялся в фильме режиссёра Пон Джун Хо «Воспоминания об убийстве», вышедшем в 2003 году. Режиссёр Пон, увидев талант Ём во время её участия в спектакле «Это Ли» (кор. 이 열) в театре Ёнву, пригласил её на прослушивание для своей картины.
В 2003 году Ём принял участие в спектакле театральной компании «Ива-сам», который был написан и поставлен Чан Удже. Спектакль назывался «Чарёкса и аккордеон». Он рассказывал историю аккордеониста, который путешествует по стране в поисках своей сбежавшей жены. Среди персонажей также были его честный друг Чха Чарёкса, третьесортный театральный актёр Ян Янсок и наивная девушка по имени Санни. Игра Ём в роли Санни была высоко оценена как расслабляющая.
Это пьеса под названием «Чарёкса и аккордеон». Я сыграла в ней роль Санни, невинного и чистого персонажа. Настолько невинного, что он кажется глупым другим людям. Это напоминает мой любимый фильм «Гельсомина из Дороги». Я глубоко задумалась о своей искренности, когда играла эту роль.Ём Хёран о своей самой искренней работе, Интервью Marie Claire, 2019 год.
Пьеса была выбрана Агентством по продвижению культуры и искусства New Artist Support в 2003 году. Благодаря реакции зрителей, в 2004 году было организовано дополнительное выступление. Ём повторила свою роль Санни в этом дополнительном показе. В декабре 2004 года Ём была удостоена награды «Популярная актриса» на первой церемонии вручения премии «Beautiful Play», которая проводится среди пользователей театральной сети и был посвящён её исполнению роли Санни.

### Театр Иру и отмеченные наградами театральные работы
В 2004 году бывший участник группы Yeonwoo, Сон Кихо, основал «Театральную компанию Иру» (кор. 극단 이루) в театре Сондоль. Ём и её коллега-актриса У Михва присоединились к нему в качестве основателей. Первой постановкой компании стал спектакль «Спроси у слепого отца дорогу» (кор. 하류인생에도 삶은 있어), написанный и поставленный Сон Кихо. Премьера состоялась 4 июня в малом театре Донсон в районе Дэханно, Сеул, и шла до 4 июля 2004 года. История сосредоточена на семье из трёх человек: сына Со Сонхо, у которого диагностирован рак, и родителей с ограниченными возможностями. Ём исполнила роль матери Сонхо, а Ким Хаксун — роль отца. За свою игру Ём получила высокую оценку и была названа второй Хван Джонмин. Её коллега по фильму также высоко оценил её выступление.
Хёран — актриса, которая может сыграть так, будто воспоминания о прошлом нахлынули на неё разом, как к шаману, принимающему посетителей.Ким Хаксун
Спектакль «Спроси у слепого отца дорогу» (하류인생에도 삶은 있어) получил награду на 16-м Международном театральном фестивале в Гочхане и поддержку Сеульского фонда искусств и культуры. С марта по июль 2005 года Ём исполняла свою роль в этом спектакле в Национальном театре, Театре искусств Сеула и других театрах. В феврале 2006 года Ён была удостоена награды «Новичок» на 42-й театральной премии Dong-A за свою роль в спектакле.
В 2008 году Ём исполнила роль Пак Мичхон в пьесе Сон Кихо «Человек, живший в Гампо, Доки и Ёльсу» (кор. 감포사는 분이, 덕이, 열수). Она повторила эту роль в 2009 году.
На 14-й театральной премии Хисо в 2009 году Ём получила награду «Ожидаемая театральная актриса».
В мае 2010 года пьеса «Человек, живший в Гампо, Доки и Ёльсу» была представлена на Сеульском театральном фестивале 2010 года. Ём получила награду за лучшую актёрскую игру, а сама пьеса была удостоена награды за популярность.

### Работа на малом экране и другие проекты
Ём дебютировала на телевидении в 2016 году в сериале Но Хигён «Дорогие мои друзья». Режиссёром выступил Хон Джончхан. В сериале снялись такие звёзды, как Ко Хёнджон, Ким Хёджа, На Мунхи, Го Дусим, Пак Вонсук, Юн Ёджон, Чжу Хён, Ким Ёнок и Син Гу. Ём исполнила роль Сун Ён, приёмной старшей дочери Мун Джона (её сыграла На Мунхи), которая сталкивалась с домашним насилием. Её актёрская игра в роли дочери, взаимодействующей с матерью, получила высокую оценку критиков.
Она получила роль в сериале случайно. Писательница Но Хигён пришла посмотреть спектакль На Мунхи «Спокойной ночи, мама», где Ём исполнила роль её дочери Джесси. После просмотра выступления Но предложила Ём роль в своей будущей драме через На.
Учитель На Мунхи и сценарист очень близки, поэтому они пришли посмотреть спектакль. «Дорогие мои друзья» были на стадии планирования, и она сказала, что было бы здорово появиться в нём. Благодаря совместным репетициям и выступлениям это очень помогло сериалу. Если бы я встретила её во время съёмок сериала, я бы растерялась перед ней, потому что она старше меня, и я её очень уважаю.
В том же году Ём исполнила роль антагониста в следующей дораме — «Гоблин». Она сыграла Джи Ёнсук, тётю по материнской линии Джи Ынтак, в исполнении Ким Гоын, которая издевалась над племянницей из-за страховки на жизнь её сестры. Джи была отрицательным персонажем, но живая игра Ём, вызывающая смех у зрителей, стала настоящим зрелищем.
В 2017 году Ём во второй раз объединилась с Но Хёкгён и режиссёром Хон Джончханом для съёмок четырёхсерийной дорамы «Самое прекрасное прощание». Это была ремейк одноимённой дорамы, которая транслировалась в 1996 году на MBC. Ём исполнила роль Син Янсун, жены Ким Гындока, играя вместе с Ю Джемёном, который исполнил роль Ким Гындока и брата Инхи. В том же году Ём приняла участие в проекте, в котором воссоединилась с На Мунхи — «Я могу говорить». Она сыграла владелицу рынка Джин Джудэк, которая имеет близкие отношения с главной героиней На Окбун (На Мунхи). Ём была утверждена на роль в «Я могу говорить» после того, как режиссёр по кастингу увидел видеопробу для фильма «Тайное сияние» десятилетней давности.
В 2018 году Ём в третий раз сотрудничала с Но Хигён в дораме «Живой» в роли матери Ём Сансу (роль исполнил Ли Гвансу). Также Ём в третий раз работала с режиссёром Хон Джончханом в дораме «Жизнь» в роли Кан Кён, менеджера университетской больницы Сангкук. Сценарий был написан Ли Суён.

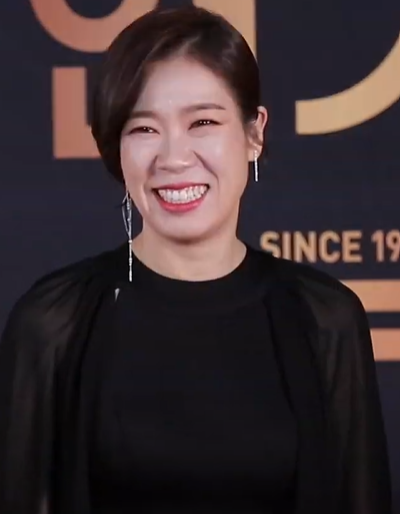
Ём Хёран, 2019 год

В 2019 году Ём исполнила роль второго плана в дораме «Когда цветёт камелия». Её персонаж — Хон Джа Ён, опытный адвокат по разводам и жена Гю Тхэ (в исполнении О Джонсе). Хон Джа Ён — уверенная в себе и харизматичная женщина, которая также испытывала проблемы с доверием к своему мужу. Её игра в дораме получила положительные отзывы от зрителей, которые считают её персонаж кумиром, ласково называя «старшей сестрой нации». Благодаря химии с О Джонсе, пара была признана лучшей парой на церемонии награждения KBS Drama Awards, где Ём также получила премию за лучшую женскую роль второго плана. Ём также была номинирована на премию за лучшую женскую роль второго плана на 7-й церемонии APAN Star Awards и 56-й церемонии «Пэксан».
В 2021 году Ём сыграла роль Чу Мёок в дораме OCN «Чудесный слух». В этом сериале она снималась вместе с Чо Бёнгю, Ю Джунсаном и Ким Сэджон. Её героиня — бывшая фотографша, обладающая мощными целительными способностями. Чу Мёок присоединяется к команде Охотников после того, как её одерживает дух её сына Сухо. За эту роль Ём была удостоена премии за лучшую женскую роль второго плана на 57-й церемонии вручения наград «Пэксан».
После более чем двух десятилетий дебютов Ём получила свою первую главную роль в детективном фильме Пэ Джондэ «Чёрное свечение», который вышел в феврале 2021 года. Фильм, спродюсированный компаниями One Take Film и New Life, рассказывает о двух женщинах, чьи судьбы переплетаются из-за автомобильных аварий, в которые попали их мужья. Ём исполнила роль Ён Нам, одинокой матери, которая должна заботиться о своей дочери и находящемся в коме муже. За свою работу Ём получила признание критиков и была номинирована на 8-ю «Wildflower Film Awards» и 30-ю Buil Film Awards. Она выиграла награду за лучшую женскую роль на 21-м Международном кинофестивале в Чонджу.
В 2022 году она снялась в веб-сериале Netflix, триллере о мести «Слава», где исполнила роль Кан Хённам, жену жертву домашнего насилия, которая стала соучастницей мести главной героини, роль которой исполнила Сон Хегё. За эту роль она была номинирована на премию «Лучшая актриса второго плана» на 58-й церемонии вручения наград «Пэксан».
В 2025 году Ём Хёран сыграла роль Чон Кванрё, матери главной героини сериала «Когда жизнь даёт тебе мандарины», которую сыграла Ли Джиын. Её игра, несмотря на непродолжительное присутствие на экране, произвела неизгладимое впечатление, вызвав у зрителей сильные эмоции. Инсайдеры индустрии похвалили способность актрисы вызывать сильные чувства. Эта роль принесла актрисе третью победу в категории «Лучшая женская роль второго плана — телевидение» на 61-й церемонии вручения премии «Пэксан».

## Личная жизнь
В 2005 году Ём вышла замуж за человека, не связанного с шоу-бизнесом. У них есть общая дочь, родившаяся в 2012 году. После этого Ём временно приостановила актёрскую карьеру.

## Фильмография

### Кино
| Год  | Название                       | Роль                                   | Примечания           | Ист.          |
| ---- | ------------------------------ | -------------------------------------- | -------------------- | ------------- |
| 2003 | Воспоминания об убийстве       | Мать Сохён                             |                      |               |
| 2004 | Воин ветра                     | Женщина средних лет из цирковой труппы |                      |               |
| 2006 | Великолепные противники        | Учитель Гон                            |                      |               |
| 2006 | Отпуск                         |                                        |                      |               |
| 2007 | Наш район                      | Продавец рисовых лепешек               |                      |               |
| 2007 | Тайное сияние                  | Член семьи мужа                        |                      |               |
| 2008 | Открытый город                 | Женщина с мусорным мешком 1            |                      |               |
| 2010 | 71: В огне                     | Свирепая медсестра                     |                      |               |
| 2011 | Всегда                         | Владелец салона красоты                |                      |               |
| 2012 | Всё о моей жене                |                                        |                      |               |
| 2014 | Морской туман                  | Жена судовладельца                     |                      |               |
| 2015 | Чосонский маг                  | Няня                                   |                      |               |
| 2015 | Здравствуй. любовь             | Молочная женщина                       |                      |               |
| 2017 | Я могу говорить                | Джин Джудэк                            |                      |               |
| 2017 | Человек воли                   | Посетительница                         |                      |               |
| 2018 | Золотой сон                    | Женщина средних лет из магазина        |                      |               |
| 2018 | Дефолт                         |                                        |                      |               |
| 2019 | Свидетель                      | Миран                                  |                      | [ 46 ]        |
| 2019 | Несовершеннолетний             | Мама беременной женщины                |                      |               |
| 2019 | Мисс и миссис Коп              |                                        |                      | [ 46 ]        |
| 2019 | Присяжные                      |                                        |                      | [ 47 ]        |
| 2019 | Ким Джи Ён, 1982 года рождения | Женщина в шарфе в прошлом              | Камео                |               |
| 2019 | Бейсболистка                   | Шин Хэсук                              |                      |               |
| 2020 | Лучший друг                    | Женщина из Йосу                        |                      |               |
| 2020 | Таинственный сад               | Тетя Чонвона                           | Независимый фильм    | [ 48 ]        |
| 2021 | Я                              | Миджа                                  |                      |               |
| 2021 | Новогодний блюз                | Ёнми                                   |                      |               |
| 2021 | Воспоминание о завтрашнем дне  | Подруга Сучжин                         |                      | [ 49 ] [ 50 ] |
| 2021 | Чёрное свечение                | Ённам                                  |                      |               |
| 2021 | Тхэиль                         | Мать Тхэиль                            | Анимационный фильм   | [ 51 ] [ 52 ] |
| 2022 | Особый груз                    | Миён                                   |                      | [ 53 ]        |
| 2022 | Жизнь прекрасна                |                                        |                      | [ 54 ]        |
| 2022 | Мальчишки                      | Ким Кёнми                              | Премьера на BIFF     | [ 55 ]        |
| 2023 | Унгнам-и                       | Чан Гёнсук                             | Документальный фильм | [ 56 ]        |
| 2024 | Гражданка Док Хи               | Понрим                                 |                      | [ 57 ] [ 58 ] |
| 2024 | Лучники Амазонки               | Чха Сухён                              |                      | [ 59 ]        |

### Телевидение
| Год       | Название                  | Роль                             | Примечания        | Ист.   |
| --------- | ------------------------- | -------------------------------- | ----------------- | ------ |
| 2016      | Дорогие мои друзья        | Ким Сунён                        |                   | [ 60 ] |
| 2016      | K2                        | Экономка                         |                   |        |
| 2016–2017 | Гоблин                    | Чжи Ёнсок                        |                   | [ 29 ] |
| 2017      | Королева на семь дней     | Личная няня Чхэгёна              |                   | [ 61 ] |
| 2017      | Зарабатывая имя           | Владелец ресторана               | Специальная роль  |        |
| 2017      | Мудрая жизнь в тюрьме     | Мать Ю Ханяна                    |                   |        |
| 2017      | Самое прекрасное прощание | Янсун                            |                   |        |
| 2018      | Живой                     | Мать Сансу                       |                   |        |
| 2018      | Адвокат вне закона        | Нам Сунджа                       |                   |        |
| 2018      | Жизнь                     | Кан Кёна                         |                   | [ 62 ] |
| 2019      | Когда цветёт камелия      | Хон Джаён                        |                   | [ 4 ]  |
| 2019–2020 | Шоколад                   | Медсестра Ха                     |                   |        |
| 2020      | Мудрая жизнь в больнице   | Мать Минён                       | Специальная роль  |        |
| 2020      | Мистический бар           | Богиня Подземного мира           |                   |        |
| 2020      | НФ8                       | Чхве Чжонгиль                    | Эпизод: «Молитва» |        |
| 2020–2023 | Чудесный слух             | Чху Мэок                         |                   | [ 63 ] |
| 2022      | Алхимия душ               | Таинственная женщина средних лет | Специальная роль  | [ 64 ] |

### Веб-сериалы
| Год       | Название                        | Роль                 | Ист.   |
| --------- | ------------------------------- | -------------------- | ------ |
| 2014      | Клетки любви                    | Домовладелец Дэчжуна |        |
| 2022      | Суд по делам несовершеннолетних | О Сонджа             |        |
| 2022–2023 | Слава                           | Кан Хённам           | [ 65 ] |
| 2023      | Девушка в маске                 | Ким Кёнджа           | [ 66 ] |
| 2025      | Когда жизнь даёт тебе мандарины | Чон Кванрё           | [ 67 ] |

### Телешоу
| Год  | Название            | Роль             | Ист.   |
| ---- | ------------------- | ---------------- | ------ |
| 2024 | Меня зовут Габриэль | Актёрский состав | [ 68 ] |

## Награды и номинации
| Награда                                  | Год  | Категория                                                              | Работа / Номинант                           | Результат | Ист.          |
| ---------------------------------------- | ---- | ---------------------------------------------------------------------- | ------------------------------------------- | --------- | ------------- |
| Премия «Пэксан»                          | 2018 | Лучшая женская роль второго плана — кино                               | Я могу говорить                             | Номинация | [ 69 ]        |
| Премия «Пэксан»                          | 2019 | Лучшая женская роль второго плана — кино                               | Свидетель                                   | Номинация | [ 70 ]        |
| Премия «Пэксан»                          | 2020 | Лучшая женская роль второго плана — телевидение                        | Когда цветёт камелия                        | Номинация | [ 36 ]        |
| Премия «Пэксан»                          | 2021 | Лучшая женская роль второго плана — телевидение                        | Чудесный слух                               | Победа    | [ 71 ] [ 72 ] |
| Премия «Пэксан»                          | 2023 | Лучшая женская роль второго плана — телевидение                        | Слава                                       | Номинация | [ 41 ]        |
| Премия «Пэксан»                          | 2024 | Лучшая женская роль второго плана — телевидение                        | Девушка в маске                             | Победа    | [ 73 ]        |
| Премия «Пэксан»                          | 2024 | Лучшая женская роль второго плана — кино                               | Гражданка Док Хи                            | Номинация | [ 74 ]        |
| Премия «Пэксан»                          | 2025 | Лучшая женская роль второго плана — телевидение                        | Когда жизнь даёт тебе мандарины             | Победа    | [ 44 ]        |
| Кинопремия «Большой колокол»             | 2020 | Лучшая женская роль второго плана                                      | Свидетель                                   | Номинация | [ 75 ]        |
| Кинопремия «Большой колокол»             | 2023 | Лучшая женская роль в сериале                                          | Девушка в маске                             | Номинация | [ 76 ]        |
| Кинопремия «Голубой дракон»              | 2017 | Лучшая женская роль второго плана                                      | Я могу говорить                             | Номинация | [ 77 ]        |
| Телепремия «Голубой дракон»              | 2024 | Лучшая женская роль второго плана                                      | Девушка в маске                             | Номинация | [ 78 ]        |
| Телепремия «Голубой дракон»              | 2025 | Лучшая женская роль второго плана                                      | Когда жизнь даёт тебе мандарины             | Победа    | [ 79 ]        |
| KBS Drama Awards                         | 2019 | Лучшая женская роль второго плана                                      | Когда цветёт камелия                        | Победа    | [ 80 ]        |
| KBS Drama Awards                         | 2019 | Лучшая пара (с О Джонсе)                                               | Когда цветёт камелия                        | Победа    | [ 80 ]        |
| APAN Star Awards                         | 2021 | Лучшая женская роль второго плана                                      | Когда цветёт камелия                        | Номинация | [ 81 ] [ 82 ] |
| Asia Contents Awards & Global OTT Awards | 2024 | Лучшая женская роль второго плана                                      | Девушка в маске                             | Победа    | [ 83 ]        |
| Seoul International Drama Awards         | 2024 | Лучшая женская роль                                                    | Девушка в маске                             | Победа    | [ 84 ]        |
| Asian Academy Creative Awards            | 2024 | Национальная победительница в номинации «Лучшая актриса второго плана» | Девушка в маске                             | Победа    | [ 85 ]        |
| Buil Film Awards                         | 2021 | Лучшая женская роль второго плана                                      | Чёрное свечение                             | Номинация | [ 86 ]        |
| Международный кинофестиваль в Чонджу     | 2021 | Лучшая женская роль                                                    | Чёрное свечение                             | Победа    | [ 40 ]        |
| Korea Culture Entertainment Awards       | 2021 | Лучшая женская роль в игровом кино                                     | Чёрное свечение                             | Победа    | [ 87 ]        |
| Director's Cut Awards                    | 2024 | Лучшая женская роль в сериале                                          | Девушка в маске                             | Победа    | [ 88 ]        |
| Wildflower Film Awards                   | 2021 | Лучшая женская роль                                                    | Чёрное свечение                             | Номинация | [ 89 ]        |
| Beautiful Play Award                     | 2004 | Награда за популярность                                                | Чарёкса и аккордеон                         | Победа    | [ 13 ]        |
| DongA Theater Award                      | 2006 | Лучшая новая актриса                                                   | Спроси у слепого отца дорогу                | Победа    | [ 19 ]        |
| Hi-seo Theater Award                     | 2009 | Ожидаемая театральная актриса                                          | Ём Хёран                                    | Победа    | [ 21 ]        |
| Seoul Festival Theater Award             | 2010 | Актёрское мастерство                                                   | Человек, который жил в Кампо, Деоки и Ёльсу | Победа    | [ 22 ]        |

### Комментарии
1. ↑  Yeonwoo Stage (연우무대), что означает «играющий друг», была основана как небольшая группа 5 февраля 1977 года и является представительной театральной компанией Кореи, которая возглавила возрождение творческих постановок в корейском театральном мире. С момента основания Синчхона и до наших дней в Хёхва-доне «Ёнву стэйдж» усердно работает над созданием полноценных постановок новых творческих работ.
2. ↑  Театральная премия Хисо была названа в честь Гу Хисо, известного театрального критика. Призы и бонусы для деятелей культуры были собраны на аукционе в рамках винной вечеринки «Мета-дум».